# Herb Głubczyc
Herb Głubczyc – jeden z symboli miasta Głubczyce i gminy Głubczyce w postaci herbu.

## Wygląd i symbolika
Herb Głubczyc przedstawia w polu czerwono-żółtym  postać anioła stojącego en face z częściowo rozpostartymi skrzydłami, podtrzymującego dwie tarcze. Pod prawą dłonią anioła tarcza czerwona z białym lwem skierowanym w (heraldycznie) lewą stronę, stojącym na tylnych łapach, z dwoma ogonami, otwartą paszczą i złotą koroną na głowie. Pod lewą dłonią anioła tarcza niebieska z trzema białymi bosakami skierowanymi od środka w kierunku narożników tarczy. Nad głową anioła złota gwiazda, na piersiach dwie przepaski w formie krzyża św. Andrzeja.

## Historia
Herb nawiązuje do herbu obowiązującego od XIX stulecia do 1945 roku. Powstał on z elementów pieczęci z 1272 roku (ukoronowany, wspięty czeski lew) oraz z XVI wieku (postać Archanioła Michała z przepaskami na piersi trzymającego w prawej ręce tarczę z lwem, w lewej tarczę z trzema bosakami). Badacze niemieccy przypisywali „Trzy Bosaki” wójtowi Głubczyc, Teodorykowi. Tradycja ludowa wiązała trzy bosaki z kultem świętego Floriana – patrona Głubczyc.
Herb został zatwierdzony uchwałą Rady Miasta w dniu 23 listopada 1995 roku.